# Isla Pelada (San José)
La isla Pelada o isla de la Baliza (en inglés: Bald Island) es una de las islas Malvinas. Se encuentra al oeste de la isla Gran Malvina, más precisamente al norte de la isla San José, al frente de la punta de la Baliza.